# 八戸あおば高等学院
八戸あおば高等学院（はちのへあおばこうとうがくいん）は、青森県八戸市にある学校教育法に基づく技能連携制度により設置された青森県教育委員会指定の技能教育施設。

## 概要
青森県八戸市の特定非営利活動法人あおばの会が設置。募集定員は1学年12名。
通信制高等学校である学校法人国際学園星槎国際高等学校と連携し、星槎国際高等学校八戸キャンパスとして普通科目は星槎国際高等学校によるスクーリングにより実施され、専門科目である商業科目を同校の教員が担当する。これにより卒業時には一般の高等学校同様、高等学校卒業資格を得ることができる。
毎日通える通信制高校として、ゆるやかな学習カリキュラムの中で、星槎国際高等学校に提出するレポート指導や、自然体験、資格取得、ビジネスマナーを通じて、社会的自立ができるよう、社会に有為な人財になるよう指導することを目指している。

## 沿革
- 2013年（平成25年）10月に開校
- 2023年（令和5年）4月　10周年記念として十和田乗馬倶楽部公認スポーツ流鏑馬道場「八戸弓馬会あおば道場」を開設、スポーツ流鏑馬コースを新設した。

## 特色
同校の主な生徒層は、
- 不登校および不登校傾向の生徒
- 自己表現が苦手で大きな集団のなかでは自分を上手に表現できない生徒
- 自分のペースで学習していけば学習が定着していく生徒
- 自信を持てば持てる能力を発揮できる生徒
- 時間をかけて友人関係を作ろうとする生徒
- 体験的な授業や経験を積み重ねれば、コミュニケーション能力の向上ができる生徒
- 基礎力を定着させ、社会性やコミュニケーション力などの生きる力を定着させたい生徒

とされている。
そのほか、こども食堂「ふれ愛・あおば食堂」や「八戸こども宅食おすそわけ便」などのボランティア活動、スポーツ流鏑馬などへの取り組みも盛んである。

## アクセス
最寄り駅は東日本旅客鉄道（JR東日本）八戸線本八戸駅で、徒歩約15分。八戸市中心市街地から徒歩10分。

## 周辺の建物
- 本八戸駅
- 八戸市役所
- はっち
- 八戸市美術館
- 八戸警察署
- 八戸郵便局
- 八戸東高等学校
- 千葉学園高等学校